# Comuna Malodvoreanka, Ielaneț
Malodvoreanka (în ucraineană Малодворянка) este o comună în raionul Ielaneț, regiunea Mîkolaiiv, Ucraina, formată din satele Malodvoreanka (reședința) și Prîiut.

## Demografie
Componența lingvistică a comunei Malodvoreanka
     Ucraineană (92,67%)
     Rusă (4,65%)
     Română (2,33%)
Conform recensământului din 2001, majoritatea populației comunei Malodvoreanka era vorbitoare de ucraineană (92,67%), existând în minoritate și vorbitori de rusă (4,65%) și română (2,33%).